# Зефир-Коба
Зефир-Коба (в переводе с тюркского «Зефир-Коба» — «западная пещера», «пещера западных ветров») — комплекс пещерных сооружений (в том числе и пещерного храма), выполненный в два яруса, расположен на восточной границе Гераклейского полуострова, на юго-восточном склоне Сапун-горы, севернее дороги, ведущей из Севастополя в Ялту.

## История
Первым, кто исследовал и оставил подробное описание комплекса, был А. Л. Бертье-Делагард. Монастырский комплекс находится в карстовом гроте, где сохранились следы обработки, аккуратно вырубленный дверной проем, с двух сторон от которого высечены глубокие ниши. Дверь вела в узкий проход с арочным сводом и лестницей в нижний ярус по недлинному коридору, который освещался через прорубленное в стене окно. На стенах пещеры высечены кресты. Количество известных помещений — около пяти. Предположительно, это был самостоятельный монастырь киновиального характера. Надо полагать, что он находился в подчинении Георгиевского и Софийского монастырей, расположенных в низовье Инкерманской долины.
В 20-е годы XX века в окрестностях комплекса шла добыча камня взрывным методом. Вероятно, тогда рухнула и пещера. Окончательно пещерный комплекс был уничтожен в 1944 году в результате прямого попадания снаряда.
В 500 м к востоку от Зефир-Кобы находится пещерное помещение с каменным выступом-лавкой и высеченным сиденьем перед входом.